# Conde de Vila Pouca de Aguiar
O título de Conde de Vila Pouca de Aguiar foi criado por decreto do rei D. João IV de Portugal, datado de 6 de Agosto de 1647, a favor de António Teles de Meneses.

## Titulares
1. António Teles de Meneses;
2. D. Joana Maria de Castro.
O título encontra-se actualmente extinto.